# Калаши
Калаши (калаш.: کالؕاشؕا, romanised: Kaḷaṣa) — небольшой дардский народ, населяющий две долины правых притоков реки Читрал (Кунар) в горах южного Гиндукуша в о́круге Читрал провинции Хайбер-Пахтунхва (Пакистан).
Родной язык — калаша — относится к дардской группе индоиранских языков. Уникальность народа, со всех сторон окружённого мусульманами, заключается в том, что значительная его часть до сих пор исповедует языческую религию, сложившуюся на базе индоиранской религии и субстратных верований.

## История и этноним
Населяющие Читрал дардские народы обычно единодушно считают калашей аборигенами края. Окружающие мусульманские народы также называли калашей «кяфирами» («неверными»), «сиях-пош» («чёрные халаты»). История этого уникального народа до сих пор достоверно не известна и является предметом научных споров. Сами калаши заявляют, что их древняя прародина находилась где-то на территории Сирии, в местности, называемой Tsyam.

## Область расселения
Селения калашей расположены на высоте 1900—2200 м над уровнем моря. Калаши населяют три боковые долины, образованные правыми (западными) притоками реки Читрал (Кунар): Аюнгол с притоками Бумборетгол (калаш. Мумрет) и Румбургол (Рукму), и Бириргол (Бирир), на расстоянии приблизительно 20 км к югу от города Читрал. Первые две долины соединяются в низовьях, в третью по калашской этнической территории ведёт перевал высотой ок. 3000 м. Перевалы через западный хребет ведут в Афганистан, в область расселения нуристанской народности кати.
Климат довольно мягкий и влажный. Среднегодовой уровень осадков 700—800 мм. Средняя температура летом — 25 °C, зимой — 1 °C. Долины отличаются плодородием, склоны покрыты дубовыми лесами.

## Расовый тип и генетика
В последнее время калаши получили широкую известность не только благодаря уникальной религии, но и обычным для этого народа светлым волосам и глазам, что порождало у равнинных народов легенды о калашах, как о потомках воинов Александра Македонского, а сегодня иногда трактуется в популярной и некоторой антропологической литературе, как частично сохранившееся, в условиях горной изоляции, наследие древних «ариев» андроновской культуры (прото-европеоидов), мигрировавших из северных степей Евразии (Причерноморья и Приазовья) на юг, и осевших на юго-западе Центральной Азии (Памир, Гиндукуш), вытеснив местное оседлое дравидийское население около 4 тыс. лет назад. Тем не менее, ослабленная пигментация характерна только для части популяции, большинство калашей темноволосы и проявляют характерный средиземноморский тип, присущий и их равнинным соседям. Светлые волосы и глаза характерны в той или иной степени для представителей всех индоиранских народов, тысячелетиями живущих в изолированных эндогамных условиях горных долин с весьма слабым притоком генофонда извне: нуристанцев, дардов, памирских народов, а также неиндоевропейских аборигенов буришей.

### Гаплогруппы
Последние генетические исследования показывают, что калаши демонстрируют набор гаплогрупп, обычный для индоевропейских народов Западной Евразии (Ближнего Востока), не обнаруживают никакой связи с греками.  Типичными митохондриальными гаплогруппами для калашей являются: (pre-HV)1 или R0 (22,7 %), HV (4,5 %),  H (4,5%), U4 (34,1%), U2e (15,9%), U7 (2,3%), J2 (9,1%), T (4,5 %). Другие исследователи считают калашей генетическим изолятом с высоким уровнем гомозиготности, в течение 11 000 лет не имеющим какого-либо значительного притока генов от соседних народов Пакистана. Согласно этим исследованиям, геном калашей обнаруживает связь с доисторическим северо-евразийским населением. Близкими к ним генетически оказались представители ямной культуры.
Результаты исследований мтДНК калашей Долины Калаш — Читрал (округ), Хайбер-Пахтунхва, Пакистан.
| Гаплогруппы мтДНК | H2a1 | J2b1a | M65a-a | R0a  | R2  | U2e1h | U4  | U4a1 |
| ----------------- | ---- | ----- | ------ | ---- | --- | ----- | --- | ---- |
| Процент (%)       | 3,6  | 14,4  | 0,9    | 28,8 | 6,3 | 17,1  | 6,3 | 21,6 |

## Традиционное хозяйство и общественное устройство
Хозяйство калашей, подобно нуристанским народам, основано на дихотомии скотоводства и земледелия, традиционно закреплённых соответственно за мужчинами (прежде всего юношами) и женщинами. Однако, в отличие от нуристанцев, калаши практически не разводят крупный рогатый скот; основной объект разведения, как и у всех архаичных дардских народов, — козы, вокруг которых строятся многочисленные традиции, табу и фольклор. Выпасом коз на высокогорных летних пастбищах занимаются неженатые парни. Козье молоко — один из основных продуктов питания, при этом женщинам разрешено употреблять его только в свежем виде. Забой скота проходит в торжественной обстановке, женщинам разрешено есть только мясо самок. Овцеводство — значительно менее ритуализированная сфера.
Женщины сеют на орошённых полях пшеницу, ячмень и просо. В новое время эти культуры всё больше теснит кукуруза, дающая в Читрале хорошие урожаи. Ведётся также сбор грецкого ореха, тутовника и винограда, из последнего делается вино.
Калаши делятся на экзогамные роды (калаш. deri, кхов. kam), являющиеся также культовой единицей. Центром родового культа служит покрытая резьбой доска, олицетворяющая богиню Джештак (Jēṣṭak), покровительницу родственных связей, или же «храм» (Jēṣṭak-hān, «дом Джештак») — помещение для танцев и собраний.
В общественном устройстве, как и у нуристанцев, важную роль играют «ранги». Человек, желающий заслужить уважение соплеменников и более высокое место в общественной иерархии, а также другие ритуальные и социальные права (поднять свой «престиж»), устраивает на свои средства «праздник заслуг» типа потлач, представляющий собой ритуальное пиршество, на которое приглашаются все односельчане. «Ранг» человека определяется его «заслугами» перед обществом — потраченными на праздник средствами, прежде всего скотом. Устроивший такой праздник получает голос в собрании старшин деревни и право на установку посмертной статуи. Прежде «ранг» можно было заслужить и благодаря военным «заслугам» (набегами на соседей и убийством врагов).
Ранее существовала неполноправная прослойка ремесленников, значительно ограниченная в ритуальных и социальных правах, происходящая из угнанных калашами в рабство соседей. В своё время ремесленники быстрее всех принимали ислам.
Брак у калашей преимущественно моногамный, женщины пользуются значительной свободой и могут расторгать брак по своей инициативе.

## Духовная культура
Калаши — единственный народ региона, частично сохранивший традиционную религию и не обращённый полностью в ислам. Религиозная изоляция калашей началась в нач. XVIII в., когда они были подчинены мехтаром (правителем) Читрала и оказались под культурным давлением родственного народа кхо, обращённого к тому времени в ислам. В целом читральская политика отличалась относительной терпимостью, и исламизация региона, проводимая суннитскими муллами и исмаилитскими проповедниками, носила довольно спонтанный и постепенный характер. При проведении в XIX в. линии Дюранда калаши остались в британских владениях, что уберегло их от массового насильственного обращения в ислам, проведённого в 1896 году афганским эмиром Абдур-рахманом в соседнем Нуристане.
Тем не менее случаи обращения в ислам калашей происходили на протяжении всей новейшей истории народа. Количество их возросло после 1970-х годов, когда в край были проложены дороги и в селениях калашей стали строиться школы. Обращение в ислам приводит к разрыву традиционных связей, как говорит один из калашских старшин Сайфулла Джан: «Если кто-то из калашей обращается в ислам, они больше не могут жить среди нас». Как отмечает К. Йеттмар, калаши-мусульмане с нескрываемой завистью смотрят на калашские языческие танцы и весёлые празднества. В настоящее время языческая религия, привлекающая внимания многочисленных европейских туристов, находится под защитой пакистанского правительства, опасающегося вымирания туриндустрии в случае окончательного «торжества ислама».
Тем не менее ислам и исламская культура соседних народов оказывает большое влияние на жизнь калашей-язычников и их верования, наполняющиеся сюжетами и мотивами мусульманской мифологии. Калаши переняли у соседей мужскую одежду и имена. Под натиском цивилизации постепенно разрушается традиционный образ жизни, в частности, уходят в небытие «праздники заслуг». Тем не менее до сих пор долины калашей представляют собой уникальный заповедник, сохраняющий одну из самых архаичных индоевропейских культур.

### Религия
Традиционные представления калашей о мире основаны на противопоставлении святости и нечистоты. Высшей святостью обладают горы и горные пастбища, где обитают боги и пасётся «их скот» — дикие козы. Святы также алтари и козьи хлева. Нечистыми являются земли мусульман. Нечистота также присуща женщине, особенно в периоды месячных и родов. Осквернение приносит всё, связанное со смертью. Подобно ведийской религии и зороастризму религия калашей предусматривает многочисленные церемонии очищения от скверны.
Пантеон калашей (devalog) в целом сходен с пантеоном, существовавшим у соседей-нуристанцев, и включает много одноимённых божеств, хотя и несколько отличается от последнего. Имеются представления также о многочисленных низших духах-демонах, прежде всего женского пола.
Святилища калашей представляют собой алтари, сооружаемые под открытым небом из досок можжевельника или дуба и обставляемые ритуальными резными досками и идолами божеств. Специальные постройки сооружаются для религиозных танцев. Ритуалы калашей заключаются прежде всего в общественных пиршествах, на которые приглашаются боги. Ярко выражена ритуальная роль молодых юношей, ещё не познавших женщину, то есть обладающих наивысшей чистотой.

### Религиозные обряды
Языческие божества калашей имеют большое количество храмов и алтарей по всей долине проживания их народа. Они преподносят им жертвы главным образом состоящие из лошадей, коз, коров и овец, разведение которых является одним из основных промыслов местного населения. Также они оставляют на алтарях вино, тем самым принося жертву богу Индр, богу винограда. Ритуалы калашей совмещены с праздниками и в целом похожи на ведийские.
Подобно носителям ведической культуры, калаши считают ворон своими предками и кормят их из левой руки. Умерших хоронят над землёй в специальных деревянных гробах с орнаментом, также богатые представители калашей устанавливают над гробом деревянное чучело умершего.
Словом гандау калаши называют надгробные памятники Калашских долин и Кафиристана, которые различаются в зависимости от того, какого статуса при жизни достиг умерший. Кундрик — вторая разновидность антропоморфных деревянных изваяний предков у калашей. Представляет собой статую-оберег, который устанавливается на полях или в селении на возвышенность — деревянный шест или сложенный из камней постамент.

## Угроза исчезновения
На данный момент культура и этнос калашей находится под угрозой исчезновения. Они живут в замкнутых общинах, однако молодое население всё чаще вынуждено ассимилироваться, вступая в брак с исламским населением, это происходит из-за того, что мусульманину проще найти работу и прокормить семью. Кроме того, калаши получают угрозы со стороны различных исламистских организаций.